# トラルネパントラ・デ・バス
トラルネパントラ・デ・バス（Tlalnepantla de Baz）は、メキシコのメヒコ州の都市であり、基礎自治体である。メキシコシティの北に位置する。メキシコシティ都市圏郊外鉄道でメキシコシティと結ばれている。
市の名前はナワトル語の単語でtlalli（土地）とnepantla（中央）からなっており、真ん中の土地を意味する。

## 歴史
トラルネパントラは、メキシコの独立に大きく貢献したエルメネヒルド・ガレアーナとイグナシオ・コモンフォルトを称えて、"Tlalnepantla de Galeana"や"Tlalnepantla de Comonfort"として当初知られていた。現在の名称である"Baz"は、メキシコ革命時のエミリアーノ・サパタ軍の重要な政治家であったグスターボ・バス・プラーダにちなむ。

## 姉妹都市
- 馬鞍山市 （中華人民共和国安徽省）
- オウレンセ （スペインガリシア州オウレンセ県）
- ウィチタ （アメリカ合衆国カンザス州）

## 出身者
- ロドリゴ・ロペス - 野球選手
- パブロ・バレーラ - サッカー選手
- パブロ・セサール・カノ - ボクシング選手
- フリオ・セハ - ボクシング選手
- エドソン・アルバレス - サッカー選手